# Apollo Justice: Ace Attorney
Apollo Justice: Ace Attorney (逆転裁判4 Gyakuten Saiban 4?) es un videojuego para la consola Nintendo DS, secuela de Phoenix Wright: Ace Attorney: Trials and Tribulations. Este es el cuarto juego de la saga. Su fecha de lanzamiento oficial fue el 19 de febrero de 2008 en América y el 9 de mayo del mismo año en Europa.

## Novedades con respecto a los otros juegos de la serie
Además de gráficos mejores, Apollo Justice: Ace Attorney contiene algunas características agregadas que solo alteran la jugabilidad, respecto a los otros juegos de la saga Ace Attorney. Estos agregados son:
- Modo de recreación del crimen

Permite al jugador revelar pistas ocultas al recrear la escena del crimen. Se representa con animaciones tridimensionales que muestran de que forma se realizó el crimen. Este modo va revelando la verdad un poco más cuando el jugador va incorporando conocimientos sobre el crimen.
- Sistema de percibimiento

El brazalete que Apollo lleva en su brazo izquierdo le permite "conocer" más a fondo a los testigos para conseguir información sobre ellos. Se puede usar cuando el testigo muestra nerviosismo, como cuando juega con los dedos o transpira. El movimiento también viene con una nueva frase "¡Ya lo tengo!" (そこだ! Soko da!?).

## Personajes
Apollo Justice (王泥喜 法介 Odoroki Housuke?)
Seiyuu: Koutarou Ogiwara (videojuego), KENN (tráiler)
Es el protagonista del juego y alumno del abogado defensor Kristoph Gavin. Tiene el poder del sistema perceive y posee una gran pasión por los juicios. Tiene el hábito de levantarse temprano para hacer "entrenamiento de voz" (él lo llama sus "Cuerdas de Acero") para los juicios, aunque solo logra que su voz suene rasposa con eso.
Trucy Wright (成歩堂 みぬき Naruhodou Minuki?)
Seiyuu: Chieko Higuchi (tráiler)
Es la ayudante de Apollo y hace trucos de magia como profesión. Forma parte de la famosa familia de magos Gramarye, pero después de un incidente fue adoptada por Phoenix, quien la cuida como a su propia hija.
Kristoph Gavin (牙琉 霧人 Garyuu Kirihito?)
Seiyuu: Ryouji Yamamoto (videojuego), Kenjirō Tsuda (tráiler)
Es abogado defensor y mentor de Apollo. Hermano de Klavier, aunque algunas de sus frases puedan irritar al jugador, es un hombre con doble personalidad por lo que suele ser dulce y amable si se lo propone a pesar de que en realidad es todo lo contrario.
Klavier Gavin (牙琉 響也 Garyuu Kyouya?)
Seiyuu: Ryouji Yamamoto (videojuego), Toshiyuki Kusuda (tráiler)
Es fiscal y hermano de Kristoph, posee una banda de rock llamada  The Gavinners (ガリューウエーブ Garyuu Uuevu?, Garyuu Wave), formada por personas con trabajos relacionados con la justicia (entre ellos Daryan Crescend).
Phoenix Wright (成歩堂 龍一 Naruhodou Ryuuichi?)
Seiyuu: Shu Takumi (videojuego), Takayuki Kondou (tráiler) / Actor de doblaje: Miguel Ángel García
Fue el abogado defensor de las tres primeras partes de la saga Phoenix Wright, es el acusado del primer caso y pianista del restaurante ruso Borscht Bowl, aunque trabaja como jugador de póquer invicto. Tras ese caso pasa a ser el "maestro" de Apollo, enseñándole diversos trucos para defender a sus clientes.
Ema Skye (宝月 茜 Houdzuki Akane?)
Seiyuu: Satomi Hanamura (tráiler)
Es la detective del juego y amiga de Phoenix y Apollo. Anteriormente ya había aparecido en el quinto caso de Phoenix Wright: Ace Attorney, donde ayuda a Phoenix con métodos científicos para así demostrar la inocencia de su hermana Lana Skye. Aunque no disfruta de su trabajo de investigadora como antes, ayuda a Apollo con los mismos métodos que usó para ayudar a Phoenix en su primer juego.
Juez (裁判長 Saibancho?)
El juez durante casi todos los juicios de la saga de Phoenix Wright, no se le conoce ningún nombre y tiene un hermano menor que se conoció únicamente en el Phoenix Wright: Trials And Tribulations. Como juez, es un poco despistado y también se le ve emocionado cuando le hablan sobre póquer.

### Personajes secundarios
- Olga Orly: camarera del restaurante ruso Borscht Bowl, además de crupier en la "guarida" de este restaurante.

- Shadi Smith: víctima del primer caso, se le conocía como famoso del póquer. Se acusó a Phoenix Wright de su asesinato.

- Winston Payne: fiscal del primer caso, ya ha aparecido en toda la saga de Ace Attorney como el fiscal tutorial.

- Alita Tiala: novia de Wocky Kitaki, era empleada de la Clínica Meraktis.

- Big Wins Kitaki: líder de la familia mafiosa Kitaki, quiere dejar la mafia por casi provocar la muerte de su hijo.

- Dr. Hickfield: "doctor" de Phoenix Wright(En Phoenix Wright: Ace Attorney: Justice for All, era un enfermo que se hacía pasar por el Dr. Hotti en la Clínica Hotti).

- "Pequeña" Plum Kitaki: esposa de líder de la mafia Kitaki. Una señora dulce, pero de carácter duro si no se le habla con la verdad.

- Pal Meraktis: doctor, director y dueño de la Clínica Meraktis, víctima del segundo caso. Se acusó a Wocky Kitaki como su asesino.

- Wesley Stickler: un estudiante de la Universidad de Harkely, es un apasionado por la ciencia y da todo por descubrir la verdad.

- Wocky Kitaki: acusado del segundo caso, hijo del jefe de la mafia Kitaki. Es rencoroso y algo molesto, pero tiene un lado amable que no le gusta mostrar.

- Daryan Crescend: guitarrista del grupo The Gavinners, testigo del tercer caso. Es agente de la Interpol.

- Romein LeTousse: víctima del tercer caso, era el representante de Lamiroir y agente encubierto de la Interpol.

- Machi Tobaye: acusado del tercer caso, pianista borginés que se hacía pasar por ciego solo para ayudar a Lamiroir, la verdadera ciega.

- Valant Gramarye: uno de los magos de la Compañía Gramarye, fue heredero de los trucos de Magnifi Gramarye al declarar muerto a Zak Gramarye, testigo del cuarto caso (pasado). Trucy le llama "tío", ya que se crio prácticamente con él en la compañía.

- Zak Gramarye/ Shadi Enigmar: Otro de los magos de la Compañía Gramarye, verdadero heredero de los trucos de Magnifi Gramarye. Era el padre de Trucy, antes de que Phoenix Wright la adoptara después de que muriera. Se le acusó de asesinar a Magnifi Gramarye.

- Magnifi Gramarye: víctima del cuarto caso (pasado), era el jefe de la Compañía Gramarye, mago de gran fama en años pasados. Tenía cáncer de hígado y diabetes, lo que le obligó alejarse del espectáculo.

- Dick Gumshoe: inspector de la mayoría de las sagas Ace Attorney (en Apollo Justice solo aparece en el cuarto caso del pasado), suele ser torpe y despistado.

- Drew Misham: famoso "pintor", el cual vendía las pinturas de su hija diciendo que eran de él para encubrirla. Testificó que la prueba de Phoenix Wright era falsa, lo que hizo que le quitaran el distintivo de letrado y dejara de ser abogado. En el presente fue asesinado mediante atroquinina, siendo su hija sospechosa del asesinato.

- Mike Meekins: alguacil del jurado y ex-inspector, con una aparición en el pasado en Phoenix Wright: Ace Attorney.

- Spark Brushel: periodista independiente que es capaz de oler una exclusiva a kilómetros, suele citar muchas frases y también es obsesivo a la hora de comer caramelos de menta.

- Thalassa Gramarye: madre de Trucy Enigmar, desapareció tras un extraño accidente. Más tarde se descubre que en realidad era Lamiroir.

- Vera Misham: pintora y falsificadora (sin malas intenciones) increíble, es callada y temerosa ya que nunca salió de su casa y su padre era su único amigo. Fue envenenada mediante un juicio por culpa de sus nervios y su reacción a comerse las uñas (pintadas con laca envenenada que le regaló Kristoph Gavin), por suerte se recuperó (en el final bueno (no culpable), ya que en el final malo (culpable) ella muere y el veredicto es pospuesto para siempre).

- Guy Eldoon: propietario del puesto de fideos.

- Lamiroir: extraña cantante llegada de un lejano país, que luego resulta ser Thalassa Gramarye.

## Casos
Nota: En la versión android/iOS, los casos solo están disponibles en inglés.
El caso del triunfo (逆転の切札 Gyakuten no Kirifuda?)
```
Fecha: 20 de abril de 2026
Abogado: Apollo Justice
Ayudantes: Kristoph Gavin y Phoenix Wright
Fiscal: Winston Payne
```

```
Víctima: Shadi Smith
Acusado: Phoenix Wright
Testigos: Phoenix Wright, Olga Orly y Kristoph Gavin
Culpable: Kristoph Gavin
```

El primer caso de Apollo, con Phoenix Wright de acusado. El caso empieza con dos hombres jugando a una partida de póquer, cuando uno de ellos muere al instante y se le caen las cartas. La víctima es Shadi Smith y el fiscal es Winston Payne.
El caso de la esquina (逆転連鎖の街角 Gyakuten Rensa no Machikado?)
```
Fechas: 15 de junio de 2026 - 17 de junio de 2026
Abogado: Apollo Justice
Ayudante: Trucy Wright
Fiscal: Klavier Gavin
```

```
Víctima: Pal Meraktis
Acusado: Wocky Kitaki
Testigos: Wocky Kitaki, Wesley Stickler y Alita Tiala
Culpable: Alita Tiala
```

En este caso, Apollo tendrá que investigar el atropello de Phoenix, el robo del puesto de fideos de Guy Eldoon y el robo de las braguitas de Trucy, dando lugar al asesinato de Pal Meraktis con Wocky Kitaki como acusado, un miembro de la mafia yakuza y Klavier Gavin en la fiscalía.
El caso de la serenata (逆転のセレナード Gyakuten no Serenaado?)
```
Fechas: 7 de julio de 2026 - 10 de julio de 2026
Abogado: Apollo Justice
Ayudante: Trucy Wright
Fiscal: Klavier Gavin
```

```
Víctima: Romein LeTouse
Acusado: Machi Tobaye
Testigos: Ema Skye, Lamiroir, Machi Tobaye y Daryan Crescend
Culpable: Daryan Crescend
```

Apollo, Trucy y Ema Skye son invitados al concierto de Klavier Gavin y Lamiroir. En el concierto, a Klavier se le quema la guitarra y se produce el asesinato del mánager de Lamiroir. El acusado es Machi Tobaye, acompañante de Lamiroir, de igual forma, Klavier Gavin es el fiscal.
El caso de la sucesión (逆転を継ぐ者 Gyakuten o Tsugu Mono?)
```
Fechas: 8 de octubre de 2026 - 9 de octubre de 2026
Abogado: Apollo Justice
Ayudante: Trucy Wright
Fiscal: Klavier Gavin
```

```
Víctima: Drew Misham
Acusada: Vera Misham
Testigos: Spark Brushel, Vera Misham y Kristoph Gavin
Culpable: Kristoph Gavin
```

En este caso se verá como a Phoenix le retiraron la licencia de abogado. Además, Apollo tendrá que defender el caso del asesinato de Drew Misham, con Vera Misham, su hija, como acusada.
En este caso habrá dos juicios, uno manejando a Apollo y otro manejando a Phoenix en su último juicio. El juicio de Apollo 
se divide en dos partes: la primera es el comienzo del capítulo y la segunda es cuando se termina la investigación, que se hace con Phoenix Wright.

## Música
Gyakuten Saiban 4 Original Soundtrack es un soundtrack que contiene la música de fondo del juego, compuesta por Toshihiko Horiyama. Gyakuten Saiban 4 Original Soundtrack fue lanzado el 27 de junio del 2007 a un precio de 3150 yenes.